# Horsens Folkeblad
Horsens Folkeblad, grundlagt 3. oktober 1863[kilde mangler] som Horsens Morgenblad, siden 25. august 1866 Horsens Folkeblad,[kilde mangler] er et lokalt dagblad, der udkommer mandag-lørdag og dækker Horsens, Hedensted, Juelsminde, Nr. Snede, Skanderborg og Odder.[kilde mangler]
Horsens Folkeblad ejes 95,55 procent af Horsens Folkeblads Fond.[kilde mangler] Horsens Folkeblad udgiver desuden Horsens Posten, Ugeavisen Bjerre Herred i Juelsminde og Odder Avis, ligesom selskabet ejer radiostationen Radio Horsens.[kilde mangler] Desuden udgives Ejendomsavisen. Horsens Folkeblad A/S ejer desuden 32,3 procent af Midtjyllands Avis.[kilde mangler]
Horsens Folkeblad har som en af de få tilbageværende aviser i Danmark en tilknytning til et politisk parti, nemlig Venstre.[kilde mangler] Siden 1970 har den været den eneste lokale avis i området.[kilde mangler]
Avisens sportsredaktør har siden april 1985 været Tommy “Kuglepen” Poulsen.[kilde mangler]
| Årstal | Oplag 1. halvår | Oplag 2. halvår |
| ------ | --------------- | --------------- |
| 2007   | 16.325          | 16.373          |
| 2008   | 15.708          | 15.417          |
| 2009   | 15.120          | 14.536          |
| 2010   | 14.119          | 13.540          |
| 2011   | 13.571          | 13.028          |
| 2012   | 11.791          | 11.434          |

## Læsertal
Ifølge MediaWatch er Horsens Folkeblads læsertal faldet fra 31.000 til 23.000 personer i løbet af årene 2017-19.